# 10796 Sollerman
10796 Sollerman è un asteroide della fascia principale. Scoperto nel 1992, presenta un'orbita caratterizzata da un semiasse maggiore pari a 2,1830357 UA e da un'eccentricità di 0,1210886, inclinata di 1,21609° rispetto all'eclittica.